# アラビアンナイト・シンドバッドの冒険 (映画)
『アラビアンナイト・シンドバッドの冒険』（アラビアンナイト・シンドバッドのぼうけん 英: ARABIAN NIGHT'S SINDBAD THE SAILER）は、東映動画制作の日本の長編アニメーション映画。カラー、東映スコープ、81分。1962年6月16日に「丸の内パラス」で先行公開され、続いて同年7月21日より全国一斉公開となった。
キャッチコピーは「痛快な冒険と素晴らしいロマンス! 動物や怪獣も大活躍! 夢と希望の東映が放つ動画千一夜物語!」。

## 概要
東映動画制作による劇場用長編アニメーション映画の第5作目にあたる作品で、初めて中国や日本の民話を離れ、中近東を舞台にした作品となった。DVDはちょうど40年後の2002年11月21日に発売された。

## あらすじ
ラサールの若者シンドバッドと少年アリーは、海への憧れと、港に流れ着いた老船乗りに聞いた五色に輝く宝石の島に対する強い好奇心のため、輸送船ボルダー号に密かに乗り込む。途中で密航を発見されるが、勇気と行動力を老船長に見込まれ、正式に見習い船乗りとして働くことになった。仕事の合間に、シンドバッドはギターを弾いて歌を歌う。
ボルダー号がバーレーンの港に入った時、上陸したシンドバッドたちは王宮に召喚される。その国のアーマッド王は宝物を欲しがり、船員の一人であるアブダラが、ギターを弾きながら宝物が山ほど出て来るようなデタラメな歌を歌ったためであった。王は好々爺然とした人物であったが、大臣トルファは卑怯な手で権力をつかもうとしており、歌の宝物を差し出せなかったシンドバッドたちを地下牢に閉じ込めてしまう。しかし、王女のサミール姫はシンドバッドらを気の毒に思い、牢から逃がした。姫はトルファから求婚されており、それから逃れるために、また不自由な宮廷での生活を厭い、さらにシンドバッドに対する好意もあって、自分も船旅に加わることを望んだのである。
船長は、当初は宝の島へ行きたいというシンドバッドとアリーの希望を聞き入れなかったが、サミール姫を乗せて無事船出すると、舳を宝島に向ける。一方トルファも、姫を追いかけるとともに宝を手に入れようと、家来を引き連れてシンドバッドの船を追跡する。
シンドバッドたちは、苦難の末に宝の島を見つけて上陸した。その島は大昔の龍の骨の散乱する不気味な所で、老船乗りが言った通り、洞窟には五色に輝く宝石の山があった。そこへトルファと家来たちが現れる。彼らは欲をかいて宝石を持ち去ろうとするが、島を守る怪鳥パドランの怒りを招いた。パドランは石像のような外見でほとんど動かないが恐るべき魔力を発揮し、島に大洪水を起こす。トルファたちは激流に飲み込まれ、シンドバッドらも危機に陥るが、彼のアッラーへの祈りが通じ、危うく助かった。
再び船に乗ったシンドバッドはサミール姫への思いを告げ、憧れの島を去るのであった。

## スタッフ
- 製作：大川博
- 企画：高橋勇、吉田信、籏野義文
- 制作進行：茂呂清一
- 脚本：手塚治虫、北杜夫
- 演出：藪下泰司、黒田昌郎
- 動画監修：山本早苗
- 原画：大塚康生、楠部大吉郎、奥山玲子 、大工原章、古沢日出夫、熊川正雄、喜多真佐武、勝井千賀雄
- 動画：小田部羊一、月岡貞夫、吉田茂承、竹内留吉、堰合昇、小田克也、生野徹太、中谷恭子、大田朱美、勝田稔男、相磯嘉雄、菊池貞雄、児玉喬夫、小林和子、長沼寿美子
- 美術：進藤誠吾、深井肇
- 色彩設定：浦田又治
- 音楽：冨田勲、米山正夫

## 挿入歌
いずれも、作詞：米山正夫、作曲：冨田勲。
- 重い積み荷のうた 歌：二期会
- いかりを上げろのうた 歌：二期会
- 行こうよみんなのうた 歌：デニー白川
- ひとりぼっちの姫のうた 歌：真理ヨシコ
- トルコの王様のうた 歌：松岡ユキ
- 不思議なギターのうた 歌：太宰久雄

## キャスト
- シンドバッド：木下秀雄
- アリー：黒柳徹子
- ハムディ：滝口順平
- アブダラ：太宰久雄
- ヤシム：辻村真人
- サミール：里見京子
- アーマッド：永井一郎
- アミーナ：新藤乃里子
- トルファ：川久保潔
- 老船員：巌金四郎

## 脚本について
脚本を担当した手塚治虫と北杜夫は、このときが初対面であった。なお、北によれば、実際に脚本の大部分を執筆したのは手塚である。シンドバッドの船に乗るペットの設定に関して、手塚は子猫を提案したのに対し、北は子クジラを提案した。手塚はそのアイデアに驚きつつもその通りに絵コンテを描いたが、東映動画側に「くじらが船の上に乗れるはずない」という理由で没にされたという。
北は企画が持ち上がった当初は、親友の辻邦生への手紙の中で、「一寸うれしいこと」「案外ぼくに打ってつけの仕事かと思います」（1960年8月12日付）と喜んでいたが、制作が進むにつれ「マンガ映画ダメだ。上の連中はとんでもない。ろくな映画になりそうにありません」（同年10月14日付）、「僕の思ってたものとは全くちがったものになる」（同年11月7日付）と、東映動画上層部の介入に対する不満を述べるようになる。北が同時期に執筆した少年向け作品『船乗りクプクプの冒険』（1961年 - 1962年連載、1962年刊）は、こうした不満から、自分流の『シンドバッドの冒険』のつもりで書いたものという。一方で、すでに『どくとるマンボウ航海記』でベストセラー作家となり、『夜と霧の隅で』で芥川賞を受賞していたにもかかわらず、兄（斎藤茂太）の子供たちからは馬鹿にされていたが、この映画で児童漫画の第一人者であった手塚と一緒に仕事したことで、ようやく尊敬されることになったという。
また、手塚も東映動画側の介入に不満を抱いており、同じく東映動画作品で原案・構成を担当した『わんわん忠臣蔵』（1963年）とともに、「それこそ、めちゃくちゃに作りかえられてしまい、ボクの感じはなにひとつ残っていません」と記している。手塚は北の起用自体にも批判的で、芥川賞作家であり優れたエッセイストでもある北を起用するのなら、既存の物語の脚色ではなくオリジナル作品を依頼すべきであったこと、同じ船乗りでも商人のシンドバッドと船医の北では視点が全く異なること、アニメーションの面白さの本質は物語ではなく動きにこそあるのであるが、熱心な漫画ファンではあってもアニメーションの制作現場に通じていない北にそのことを求めることは無理であること、の三点を挙げて東映動画を批判している。

## 推薦
- 文部省選定
- 映倫青少年映画審議会推薦
- 厚生省中央児童福祉審議会推薦
- 日本PTA全国協議会推薦
- 主婦連合推薦
- 優秀映画鑑賞会推薦
- 機関誌映画クラブ推薦
- 学生映画連盟推薦
- 大阪市PTA協議会推薦
- 大阪市婦人団体協議会推薦
- 大阪市教育委員会推薦
- 大阪市青少年問題協議会推薦
- 大阪市青少年団体協議会推薦
- 福岡県児童福祉審議会推薦[1]

## 賞歴
- 第1回リミリ国際動画映画祭監督賞
- 第14回ヴェネツィア国際児童映画祭サンマルコ青銅賞
- ヴェネツィア国際映画祭児童映画部門聖マルコ獅子賞（グランプリ）

## リバイバル
本作はその後、1968年3月19日公開の『東映こどもまつり』内の1本としてリバイバルされた。

## 同時上映
1962年6月版（先行版）
- 世界の地理と風俗シリーズ アフリカ編

1962年7月版（全国版）
- 水戸黄門
  - 脚本：小国英雄 / 監督：松田定次 / 主演：月形龍之介
  - 1960年に『西遊記』（長編アニメ版）の同時上映作として公開された作品のリバイバル。

1968年版
- アンデルセン物語（長編アニメ版）
  - 原作：ハンス・クリスチャン・アンデルセン / 脚本：井上ひさし、山元護久 / 演出：矢吹公郎 / 主演：藤田淑子
  - 劇場用新作
- 怪獣王子
  - TVブロウアップ版[2]。